# 무함마드 (수라)
무함마드(아랍어: سورة محمد ‘무함마드’[*],Muĥammad)는 꾸르안의 47번째 수라(장)이다.

## 내용
이 장엔 불신자들에게 내세에서의 벌이 있음을 예고하는 내용이 있다. 이 장은 이슬람의 적들인 이슬람 통치 사회 내의 위선자, 이교도 등, 그 외 배반자 등에 대항하고자 하는 투쟁, 이른바 무슬림들의 「성전(聖戰)」이라고 일컫는 지하드(아랍어: جهاد)의 내용들을 담고있다. 그래서 성전의 장이라 불리기도 한다.

## 학자들의 주장
학자들 중에서는 꾸르안 47장의 내용이 이라크 레반트 이슬람 국가 등의 이슬람 극단주의 단체의 테러 정당화에 악용되는 구절이 있다고 얘기한다.
중동 국가 외에서 이슬람을 연구하는 학자들이 그러한데 그들은 이 수라의 교리가 개혁돼야 한다고 주장한다.
| 이 전 알아흐카프 | 수라 47 (아랍어 원문) | 다 음 알파트흐 |
| 1 2 3 4 5 6 7 8 9 10 11 12 13 14 15 16 17 18 19 20 21 22 23 24 25 26 27 28 29 30 31 32 33 34 35 36 37 38 39 40 41 42 43 44 45 46 47 48 49 50 51 52 53 54 55 56 57 58 59 60 61 62 63 64 65 66 67 68 69 70 71 72 73 74 75 76 77 78 79 80 81 82 83 84 85 86 87 88 89 90 91 92 93 94 95 96 97 98 99 100 101 102 103 104 105 106 107 108 109 110 111 112 113 114 |                       |                |